# 天堂村
天堂村，是重庆市长寿区双龙镇下辖的一个行政村级行政单位。 